# Come Thru’ (Move)
Come Thru’ (Move) to trzeci i ostatni oficjalny singel amerykańskiego rapera DMX-a promujący album "Year of the Dog...Again". Gościnnie wystąpili na nim również Busta Rhymes (druga zwrotka) i Swizz Beatz (refren), który również skomponował podkład. W pierwszej zwrotce można usłyszeć krótki wycinek z Give ’em What They Want. Utwór został nagrany w godzinę, podczas współpracy DMX-a i Busta Rhymesa nad "Touch It".

## Lista utworów
1. "Come Thru (Move)" (Clean Version)
2. "Come Thru (Move)" (Explicit Version)
3. "Come Thru (Move)" (Instrumental)